# Аболиционизм (права животных)
Аболиционизм (фр. abolitionisme, от лат. abolitio — отмена), или веганский аболиционизм — это общественное движение за права животных, сторонники которого выступают за полную отмену эксплуатации животных, а не за её регулирование. Аболиционисты считают, что животные должны быть наделены как минимум одним базовым правом — правом не быть использованными в качестве ресурсов и собственности человека. Согласно аболиционистскому подходу к правам животных, веганство — моральный минимум и единственный эффективный способ борьбы за права животных.
Цель аболиционизма состоит в том, чтобы с помощью веганского активизма обеспечить смену моральной и правовой парадигмы, в соответствии с которой животные во все времена рассматривались как вещи, которыми можно владеть и которых можно использовать в своих целях. Результатом достижения этой цели аболиционисты видят наступление «веганского мира», то есть состояния общества, в котором нет эксплуатации животных, а все люди являются веганами и веганками.

## Основные идеи и принципы

### Сравнение аболиционизма и велферизма
Веганский аболиционизм противопоставляет себя велферизму, концепции заботы о благополучии животных и улучшения условий их содержания (например, многие велферисты продвигают бесклеточное содержание куриц). В отличие от аболиционистов, сторонники велферистского подхода считают, что веганство необязательно. Часто велферисты продвигают такие диеты, как вегетарианство, флекситарианство, понедельники без мяса, так как считают их шагами в области защиты прав животных. Аболиционисты не согласны с данной позицией и в своей агитации не призывают ни к чему меньшему, чем к веганству.
Аболиционисты критикуют институт владения животными, включая институт владения питомцами, их покупку и разведение, но считают важным брать животных из приютов, пока в мире есть нуждающиеся в заботе животные. Аболиционисты выступают против «мяса из пробирки» и подчёркивают, что оно по определению не может считаться веганским продуктом.
Аболиционисты не поддерживают узконаправленные зоозащитные кампании, суть которых — борьба с конкретными формами эксплуатации животных (антимех, антицирк, акции против фестиваля поедания собак в Китае и др), так как считают, что это неизбежно преподносит одни формы эксплуатации животных как более аморальные. Противники цирков с животными, дельфинариев, ношения меха часто сами не являются веганами, и аболиционисты в своих работах указывают на это противоречие.
Аболиционисты придерживаются творческого ненасильственного просвещения и критикуют крупные зоозащитные организации за поддержку дискриминации людей в своём активизме. Известно, что велферистская зоозащитная организация PETA использовала в своих кампаниях объективацию женщин. Аболиционисты нередко проводят параллели между спесишизмом и другими формами угнетения, например с расизмом и сексизмом.
В отличие от велферистов, аболиционисты считают и подчёркивают в своём активизме, что моральная значимость животных обусловлена не их интеллектуальными способностями, а способностью чувствовать.

### 6 принципов веганского аболиционизма[11]
1. Все чувствующие существа, как люди, так и другие животные, имеют одно фундаментальное право — право не быть собственностью.
2. Признание этого единственного фундаментального права означает, что мы должны отменить институциональную эксплуатацию животных, а не просто регулировать её, и что мы не должны поддерживать реформы этой эксплуатации и узконаправленные кампании.
3. Веганство является нашим этическим долгом, а творческое ненасильственное веганское просвещение — краеугольным камнем рациональной защиты прав животных.
4. Моральный статус животных связан только со способностью чувствовать и ни с одной другой когнитивной характеристикой. Все чувствующие существа равны в праве не быть использованными исключительно в качестве ресурсов.
5. Равно как аболиционистки выступают против спесишизма, они выступают против всех форм дискриминации людей, включая расизм, сексизм, гетеросексизм, эйджизм, эйблизм и классизм.
6. Ключевым принципом движения в защиту прав животных является ненасилие.

## История
Термин «аболиционизм» позаимствован у движения за отмену рабства в США.
Аболиционистский подход разработал юрист Гэри Франсион, защитник прав животных из США. Франсион считает, что регулирование эксплуатации животных теоретически и практически необоснованно и служит лишь для продления статуса животных как собственности, нормализуя его в сознании людей. Франсион построил свою теорию вокруг идеи о том, что веганство является моральной основой движения за права животных.
После долгих лет сотрудничества с корпоративными зоозащитниками Франсион заметил, что их деятельность не нацелена на отмену эксплуатации животных, поэтому отказался от работы с крупными зоозащитными организациями.

## Аболиционизм по странам

### Аболиционизм в США
Веганский аболиционизм зародился в США в конце 1980-х годов и получил распространение благодаря работам Гэри Франсиона и Анны Чарлтон.

### Аболиционизм в России
Аболиционизм начал распространяться в России в середине 2010-х годов. Значимое распространение в русскоязычном пространстве аболиционизм получил с 2016 по 2020-е годы благодаря статьям, переводам статей и видео, которые создавались Маргаритой Орловой, Ксенией Бронниковой, Денисом Шамановым, Семёном Баутиным и другими активистами и активистками. В России представителями аболиционизма были Vegan Action и ныне являются активистские ячейки Веганим Вместе, Школа Прав Животных, Vegans for Animals, а также проект Vegan Russian.
В 2018 году активистки команды Веганим Вместе и Школы Прав Животных создали сайт abolitionism.ru, где публикуются оригинальные статьи и переводы статей о теоретической и практической составляющей аболиционистского подхода к правам животных.
В 2017, 2018, 2019 годах в разных городах России (в Москве, Санкт-Петербурге, Ростове-на-Дону, Владивостоке, Томске, Перми, Омске, Екатеринбурге, Краснодаре) на первомайские демонстрации выходили веганские аболиционистские колонны. Также в разных городах проводятся веганские пикники с лекциями о правах животных.

### Аболиционизм в Украине
В Украине продвижением аболиционистского подхода к правам животных занимается проект Vegantron. Активистки проекта также создали базу веганских продуктов Украины Веган Відповіді

### Аболиционизм в Турции
Аболиционизм в Турции продвигает проект Abolisyonist Vegan Hareket (Аболиционистское веганское движение).